# Rejon starobeszewski
Rejon starobeszewski – jednostka administracyjna wchodząca w skład obwodu donieckiego Ukrainy.
Rejon utworzony w 1966, ma powierzchnię 1255 km² i liczy około 55 tysięcy mieszkańców. Siedzibą władz rejonu jest Starobeszewe.
Na terenie rejonu znajdują się 1 miejska rada, 2 osiedlowe rady i 11 silskich rad, obejmujących w sumie 48 wsi i 9 osad.